# Danske Bladtegnere
Danske Bladtegnere er et dansk fagforbund, der organiserer journalistiske tegnere. Foreningen blev stiftet i 1933, da en række tegnere forlod Tegnerforbundet af 1919 for at danne Danske Bladtegnere. Foreningen er optaget i Dansk Journalistforbund, og er i dag en fagforening.
Forpersonen for Danske Bladtegnere er Mia Mottelson (pr. 2024).
Danske Bladtegnere uddeler hvert år prisen for Årets Bladtegner og Årets Bladtegning i samarbejde med Pentel, der fremstiller tegneredskaber.